# Гумерсиндо Гомез
Гумерсиндо Гомез (21. јануара 1907 — 31. јануара 1980) био је боливијски фудбалски нападач.

## Каријера
Током каријере једном је наступио у дресу репрезентације Боливије, на Светском купу 1930. године. Каријеру у клупском фудбалу провео је у Оруро Ројалу између 1929. и 1931. године 